# Misantropi
Misantropi, människohat, innebär att man känner ett hat eller starkt ogillande mot människosläktet, eller har en disposition som innebär ett ogillande eller en brist på tillit till andra människor. Ordet kan härledas från det grekiska prefixet miso- (som betyder hata, förakta) och anthropos (som betyder människa).
Hatet är inte mot individuella människor, utan snarare mot de drag som delas av hela mänskligheten oavsett vilken tid man lever i.
Misantropi betyder inte nödvändigtvis att man är inhuman, antisocial eller sociopatisk mot mänskligheten.